# شهرزو
شهرزو یا زاوین شهری در بخش زاوین شهرستان کلات استان خراسان رضوی ایران است.

## جمعیت
بر پایه سرشماری عمومی نفوس و مسکن در سال ۱۳۹۰ جمعیت این شهر ۴٬۰۸۹ نفر (در ۱٬۰۹۴ خانوار) بوده‌است.